# Antilope tétracère
Tetracerus quadricornis
Répartition géographique
Espèce
Statut de conservation UICN

 VU C2a(i) : Vulnérable
Statut CITES
L'antilope tétracère (Tetracerus quadricornis) ou choushinga est une espèce d'antilope (famille des bovins) qui se rencontre dans les zones boisées de l'Inde.
L'antilope tétracère mesure de 55  à 65 cm au garrot et pèse environ 20 kg. Les antilopes tétracères ont un pelage brun-jaune, avec le torse et l'intérieur des pattes blancs. Leurs pattes sont fines et ont une ligne noire sur l'avant.

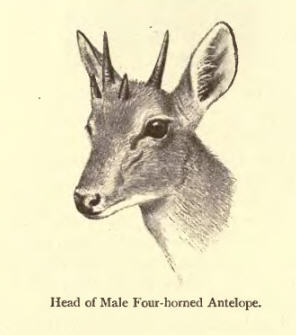
Le mâle a quatre cornes sur la tête

Les mâles de l'espèce possèdent des cornes, habituellement quatre ; une paire entre les oreilles et l'autre sur le front. La seconde paire indique l'âge et le degré de nutrition de l'animal, et croît généralement à l'âge de 14 ou 15 mois. Les cornes ne sont jamais perdues, mais peuvent être endommagées durant les combats.
Les antilopes tétracères vivent dans des forêts plutôt sèches et sont des animaux solitaires. L'espèce est sédentaire et peut former des territoires, les mâles devenant agressifs à l'égard des autres mâles lors de la saison des amours.